# Seven NACRA Femenino 2010
El Seven NACRA Femenino (North America Caribbean Rugby Association) de 2010 fue la sexta edición del torneo femenino de rugby 7 de la confederación norteamericana.
Se disputó el 26 y el 27 de julio en Georgetown, Guyana.

## Posiciones
| Equipo            | Encuentros | Encuentros | Encuentros | Encuentros | Tantos  | Tantos    | Tantos     | Puntos |
| Equipo            | jugados    | ganados    | empatados  | perdidos   | a favor | en contra | diferencia | Puntos |
| ----------------- | ---------- | ---------- | ---------- | ---------- | ------- | --------- | ---------- | ------ |
| Guyana            | 5          | 4          | 1          | 0          | 114     | 0         | +114       | 14     |
| Jamaica           | 5          | 3          | 2          | 0          | 75      | 17        | +58        | 13     |
| Trinidad y Tobago | 5          | 3          | 1          | 1          | 106     | 24        | +82        | 12     |
| Santa Lucía       | 5          | 2          | 0          | 3          | 22      | 52        | -30        | 9      |
| México            | 5          | 1          | 0          | 4          | 29      | 113       | -84        | 7      |
| Islas Caimán      | 5          | 0          | 0          | 5          | 7       | 147       | -140       | 5      |

#### Copa de oro
|  | Semifinales       | Semifinales       | Semifinales       |                   |        | Copa         | Copa         | Copa         |  |
|  |                   |                   |                   |                   |        |              |              |              |  |
|  |                   |                   |                   |                   |        |              |              |              |  |
|  | Guyana            | Guyana            | 21                |                   |        |              |              |              |  |
|  | Guyana            | Guyana            | 21                |                   |        |              |              |              |  |
|  | Santa Lucía       | Santa Lucía       | 0                 |                   |        |              |              |              |  |
|  | Santa Lucía       | Santa Lucía       | 0                 |                   | Guyana | Guyana       | 14           |              |  |
|  |                   |                   |                   |                   | Guyana | Guyana       | 14           |              |  |
|  |                   |                   | Trinidad y Tobago | Trinidad y Tobago | 12     |              |              |              |  |
|  | Trinidad y Tobago | Trinidad y Tobago | Trinidad y Tobago | Trinidad y Tobago | 12     | 12           |              |              |  |
|  | Trinidad y Tobago | Trinidad y Tobago |                   |                   |        | 12           |              |              |  |
|  | Jamaica           | Jamaica           | 7                 |                   |        | Tercer lugar | Tercer lugar | Tercer lugar |  |
|  | Jamaica           | Jamaica           | 7                 |                   |        | Tercer lugar | Tercer lugar | Tercer lugar |  |
|  |                   |                   |                   |                   |        |              |              |              |  |
|  |                   |                   |                   |                   |        | Jamaica      | Jamaica      | 22           |  |
|  |                   |                   |                   |                   |        | Jamaica      | Jamaica      | 22           |  |
|  |                   |                   |                   |                   |        | Santa Lucía  | Santa Lucía  | 0            |  |
|  |                   |                   |                   |                   |        | Santa Lucía  | Santa Lucía  | 0            |  |
|  |                   |                   |                   |                   |        |              |              |              |  |

| Bandera de Guyana |
| Campeón Guyana    |
| 2.do título       |